# Đô An
Đô An (tiếng Tráng: Duhnganh Yauzcuz Swci Yen, chữ Hán giản thể: 都安瑶族自治县, bính âm: Dū'ān Yáozú Zìzhìxiàn, âm Hán Việt: Đô An Dao tộc Tự trị huyện) là một huyện tự trị thuộc địa cấp thị Hà Trì, khu tự trị dân tộc Choang Quảng Tây, Cộng hòa Nhân dân Trung Hoa. Huyện Đô An có diện tích 4092 km², dân số năm 2002 là 620.000 người. Về mặt hành chính, huyện Đô An được chia thành 8 trấn, 11 hương.